# Verrières, Vienne

Verrières este o comună în departamentul Vienne, Franța. În 2009 avea o populație de 908 de locuitori.